# Tres de Febrero (paroisse civile)
Pour les articles homonymes, voir Tres de Febrero.
Tres de Febrero est l'une des quatre paroisses civiles de la municipalité de La Ceiba dans l'État de Trujillo au Venezuela. Sa capitale est Tres de Febrero.

## Géographie

### Démographie
Hormis sa capitale Tres de Febrero, la paroisse civile possède plusieurs localités :
- Las Adjuntas
- Las Cuatro Rosas
- Punta Maya
- Tres de Febrero